# Dirk Van Tichelt
Dirk Van Tichelt (Turnhout, 10 de junho de 1984) é um judoca belga. Foi campeão europeu em 2008 na categoria até 73 kg.

## Carreira
Após conseguir seu melhor resultado no Campeonato Europeu de Lisboa - quando obteve a medalha de ouro - chegou aos Jogos Olímpicos de Pequim como um dos grandes nomes da modalidade, mas perdeu no primeiro round para o medalhista de ouro Elnur Mammadli e na disputa pelo bronze para Rasul Boqiev.
No Campeonato Mundial de 2009, chegou às semifinais e após uma derrota venceu a disputa pelo bronze contra Huysuz Sezer, sua primeira medalha em um campeonato mundial.
No Grand Slam do Rio de Janeiro de 2009 venceu o brasileiro Leandro Guilheiro na disputa pela medalha de ouro. E 2010, no mesmo Grand Slam, terminou com o bronze.
No Brasil, horas após ganhar medalha de bronze durante as Olimpiadas do Rio 2016, o Atleta se envolve em uma briga com o recepcionista de um hotel em Copacabana.
Resultados
| Ano  | Torneio              | Posição | Categoria |
| ---- | -------------------- | ------- | --------- |
| 2008 | Campeonato Europeu   | 1º      | –73 kg    |
| 2008 | Olimpíadas de Pequim | 5º      | –73 kg    |
| 2009 | Campeonato Mundial   | 3º      | –73 kg    |
| 2016 | Olimpíadas do Rio    | 3º      | –73 kg    |